# Dannemora kyrka

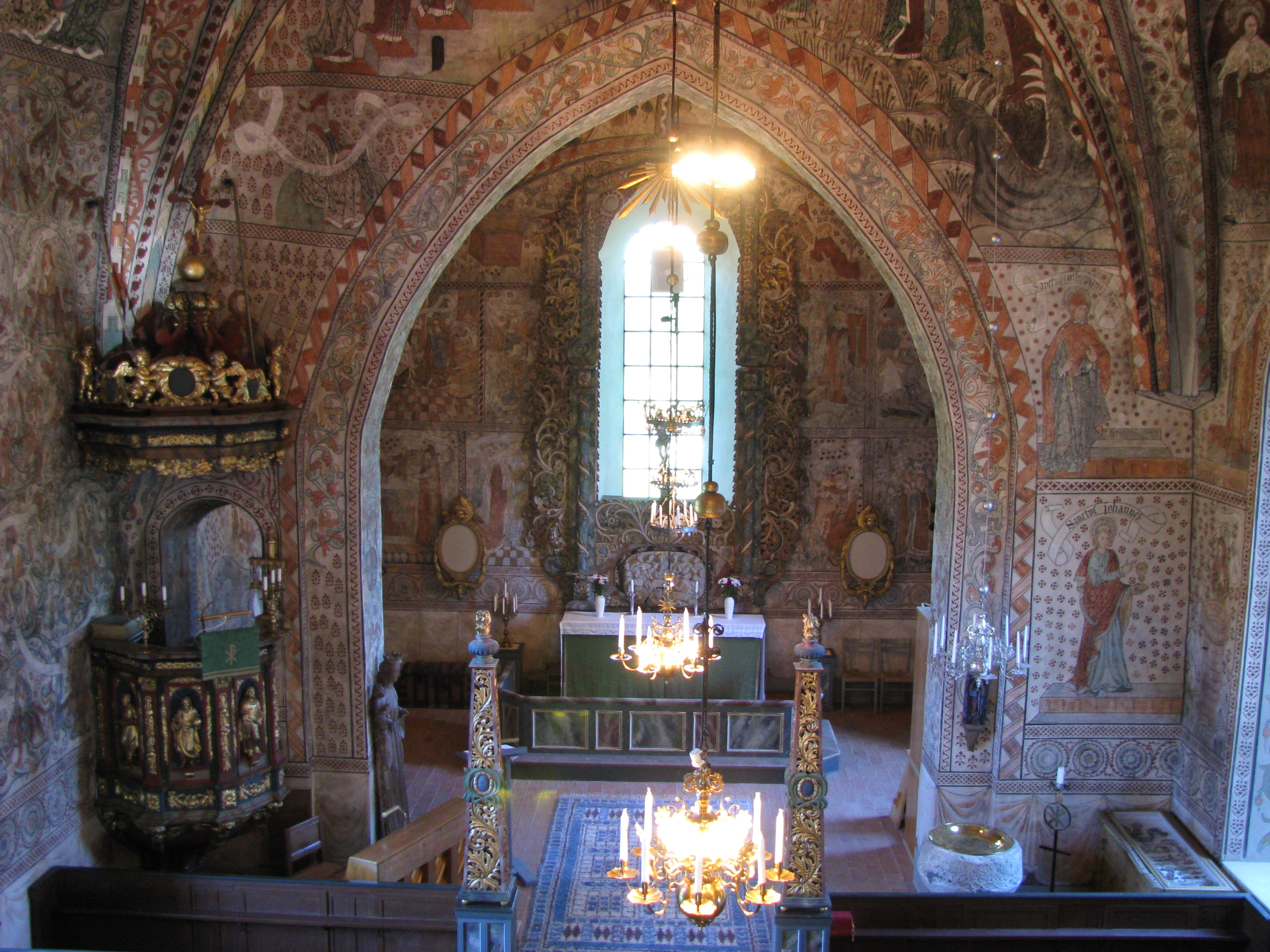
Interiör från Dannemora kyrka.

Dannemora kyrka är en kyrkobyggnad utanför Dannemora i Uppsala stift och tillhör Dannemorabygdens församling. Kyrkan ligger några kilometer från Dannemora, 1,5 km söder om länsväg 292 och strax väster om Dannemorasjön. På en höjd sydost om kyrkan står klockstapeln som byggdes år 1753. Storklockan göts om 1843 och lillklockan år 1790, båda i Stockholm.

## Kyrkobyggnaden
Äldre inventarier tyder på att en tidigare kyrka har funnits. Den befintliga kyrkan är en enskeppig salkyrka med sakristia i norr och vapenhus i söder med huvudingång. Byggnadsmaterialet är oputsad gråsten med valv, omfattningar och gavelrösten av tegel, de senare dekorerade med vitputsade blinderingar. Sadeltaken är täckta med spån och har ursprungliga, breda vindskivor av trä. Kyrkorummet med kor i samma höjd och bredd som långhuset uppfördes troligen i slutet av 1400-talet. Samtidigt byggdes sakristian, vars portal vidgar sig i flera språng. Alla byggnadsdelar välvdes, långhuset med speciellt konstfulla stjärnvalv. Några decennier senare, i början av 1500-talet, tillkom det kryssvälvda vapenhuset. Planformen, byggnadsmaterialet och blinderingarnas typ gör Dannemora kyrka till en typisk senmedeltida kyrkoexteriör i Uppland.

## Interiör
Ett originellt drag i interiören utgörs av den höga, spetsbågiga öppning som skiljer kor och långhus. Det mest karaktäristiska för kyrkans interiör är kalkmålningarna som är sällsynt talrika och nästan heltäckande. Målningarna med starka färger tillkom på 1520-talet hör till den så kallade Tierpsskolan och kan beskådas i både kor, långhus och vapenhus. De har aldrig varit överkalkade men under årens lopp genomgått hårdhänta restaureringar. På 1800-talet genomfördes ett antal hårdhänta renoveringar av interiören och dagens utseende fick den vid en renovering 1957 som i stort gick ut på att återställa de hårda ingrepp som skett under 1800-talet. För övrigt präglas interiören av barockpredikstolen från 1680-talet och den originella utsmyckningen från 1730-talet kring fönstret ovanför altaret och av de samtida, höga s.k. pyramiderna på de främst på de slutna bänkraderna. Läktaren är från 1892.

## Inventarier
- Från gamla kyrkan som byggdes på 1200-talet finns bevarade skaft och fot från en dopfunt samt ett triumfkrucifix som sitter på väggen ovanför altaret i sakristian.
- Predikstolen i barockstil är från 1680-talet. Dess tak kröns av ett processionskrucifix från 1300-talet.

## Orglar
- På västläktaren står en pneumatisk orgel som började byggas 1941 av Johan Vesterlund och slutfördes 1943 av Åkerman & Lund. Instrumentet är inte spelbart. Fasaden samt visst pipmaterial är från en tidigare orgel.[1]

| Huvudverk I (C-g3) | Svällverk II (C-g3) | Pedal (C-f1) | Koppel                                    |
| ------------------ | ------------------- | ------------ | ----------------------------------------- |
| Principal 8'       | Rörflöjt 8'         | Subbas 16'   | II/I                                      |
| Gedackt 8'         | Salicional 8'       | Gedackt 8'   | I/P                                       |
| Oktava 4'          | Gemshorn 4'         | Oktava 4'    | II/P                                      |
| Oktava 2'          | Blockflöjt 2'       |              | II 16'/I                                  |
| Mixtur 4 chor      | Sesquialtera 2 chor |              | I 4'/I                                    |
|                    | Krumhorn 8'         |              | II 4'/I                                   |
|                    | Tremulant           |              |                                           |
|                    | Crescendosvällare   |              | Två fria kombinationer Handregister Tutti |

- I koret stod tidigare en kororgel byggd av Gebrüder Jehmlich Orgelbau, Dresden, med opusnummer 858. Orgeln stod ursprungligen i Börstils kyrka, men införskaffades då orgeln på västläktaren gick sönder på 1960-talet. Instrumentet plockades isär och delarna skänktes bort till församlingsbor under 2020.[2]

- Som huvudinstrument används en digitalorgel av märket Johannus.[3]

### Internet
- Utförlig beskrivning av Dannemora kyrka
- www.roslagen.se
- anläggningspresentation